# Федоровка (Белебеївський район)
Фе́доровка (рос. Фёдоровка, башк. Фёдоровка) — присілок у складі Белебеївського району Башкортостану, Росія. Входить до складу Малиновської сільської ради.
Населення — 3 особи (2010; 7 в 2002).
Національний склад:
- мордва — 57 %
- чуваші — 29 %